# Xi Aquilae b
Xi Aquilae b (ξ Aql b / ξ Aquilae b), o Fortitudo, è un pianeta extrasolare in orbita attorno alla stella ξ Aquilae, a circa 204,5 anni luce dalla Terra.
È stato scoperto nel 2008 ed è classificato come gigante gassoso.

## Scoperta
Le osservazioni spettroscopiche che hanno portato alla scoperta del pianeta sono state condotte dall'osservatorio di Okayama, sito sul monte Chikurin-Ji (362 metri di altezza), nella prefettura di Okayama, in Giappone, nell'ambito di un programma di ricerca (denominato Okayama Planet Search Program) diretto da Bun'ei Sato, volto all'individuazione di pianeti extrasolari, con il metodo della velocità radiale, attorno a 57 stelle giganti di classe G o K. Il metodo delle velocità radiali individua le piccole variazioni nella velocità radiale della stella causate dalla gravità del pianeta.
Fortitudo è stato scoperto nel febbraio del 2008.

## Denominazione
Secondo l'uso astronomico, la designazione di un pianeta extrasolare si compone del nome della stella attorno cui orbita, seguito da una lettera dell'alfabeto latino in minuscolo e progressiva a partire dalla b (assegnata al primo pianeta scoperto nel sistema), che reca l'indicazione dell'ordine di scoperta. Conseguentemente, la designazione ξ Aquilae b identifica il primo pianeta scoperto attorno alla stella ξ Aquilae, il cui nome è espresso secondo la nomenclatura di Bayer.
Nel luglio del 2014, l'Unione Astronomica Internazionale ha indetto un concorso pubblico per assegnare dei nomi propri ad alcuni esopianeti ed alle loro stelle. La procedura ha previsto che partecipanti appartenenti ad associazioni astronomiche potessero proporre delle denominazioni, che successivamente sono state sottoposte a votazione aperta a chiunque volesse partecipare.
Il nome che ha ottenuto il numero maggiori di voti per ξ Aquilae b è stato Fortitudo, proposto da un'associazione studentesca dell'Università Hosei in Giappone, e fa riferimento alla fortezza - la fermezza e la costanza nelle difficoltà - rappresentata dal simbolo dell'Aquila. Nello stesso concorso, la stella è stata rinominata Libertas.

## Caratteristiche
Nell'annunciarne la scoperta, Bun'ei Sato e colleghi indicarono una massa minima di 2,8 masse gioviane per Fortitudo. Questo valore è stato successivamente rivisto al ribasso da Masanobu Kinitomo e altri nel 2011, in 2,02±0,2 masse gioviane, a seguito di una rivalutazione della massa della stella stessa.
Arkas percorre un'orbita circolare in 136,75±0,25 giorni, ad una distanza di 0,58+0,02
−0,03 UA dalla stella. Nel sistema solare, sarebbe all'interno dell'orbita di Venere.